# Chemnitzer FC
Der Chemnitzer Fußballclub e. V., kurz Chemnitzer FC oder CFC, ist ein deutscher Fußballverein aus Chemnitz. Er wurde am 15. Januar 1966 als Fußballclub Karl-Marx-Stadt, kurz FCK, gegründet. 1990 wurde der Name in Chemnitzer Fußballclub e. V. geändert. Seine Heimspiele trägt der Chemnitzer FC im Stadion – An der Gellertstraße aus, welches 15.000 Zuschauer fasst.
Zu den größten Erfolgen des Clubs zählen der Gewinn der DDR-Meisterschaft 1967 sowie der Einzug ins Achtelfinale des UEFA-Pokals 1989/90.
Aus der Nachwuchsarbeit des Vereins ist unter anderem der ehemalige Kapitän der deutschen Nationalmannschaft, Michael Ballack, hervorgegangen. Heute verfügt der Chemnitzer FC über ein vom Deutschen Fußball-Bund zertifiziertes Nachwuchsleistungszentrum und bietet jungen Talenten die Möglichkeit, in einer Eliteschule des Fußballs parallel einer sportlichen und schulischen Ausbildung nachzugehen.
Seit dem 1. Januar 2019 ist die Fußballabteilung in die Chemnitzer FC Fußball GmbH ausgegliedert, deren Anteile vom Chemnitzer FC e. V. und von weiteren Gesellschaftern gehalten werden.

## Geschichte

### Vorgeschichte und Tradition
Am 2. Dezember 1899 wurde von Mittweidaer Studenten ein Verein namens Chemnitzer SC Britannia gegründet. Am 28. Januar 1900 war der Club einer der Gründungsvereine des DFB. Im April 1900 wurde der Verein in Chemnitzer BC 1899 umbenannt. Am 8. August 1903 war der Verein eines von vier Gründungsmitgliedern des Verbandes Chemnitzer Fußball-Vereine. Nach einem Konkurs im Jahre 1933 wurde der CBC unter dem Namen Chemnitzer BC 1933 neu gegründet und existierte bis 1945. Damit war der CBC der älteste Fußballclub in Chemnitz, die Trikotfarben des Clubs waren schwarz-rot-weiß. Nach der Wende in der DDR scheiterte der Versuch, den FC Karl-Marx-Stadt in dieser Tradition als Chemnitzer Ballspielclub wiederzubeleben. Dennoch versteht sich der dann 1990 in Chemnitzer FC umbenannte Verein in der Tradition des CBC. So trug er auch über einige Jahre dessen Vereinsfarben auf seinen Auswärtstrikots.

### Strukturelle Entwicklung
Als nach dem Zweiten Weltkrieg die sowjetische Besatzungsmacht aufgrund der Direktive Nr. 23 des Alliierten Kontrollrats alle bisherigen Sportvereine auf Dauer zerschlagen hatte, verlor Chemnitz für lange Zeit seine Bedeutung als sächsische Fußballhochburg. Bis in die 1940er Jahre hinein hatten sowohl der Polizei SV Chemnitz als auch der Chemnitzer BC die Stadt in der Gauliga Sachsen vertreten, eine der damals 16 höchsten deutschen Fußball-Ligen. Ein Neuanfang begann im Laufe des Jahres 1946 mit locker organisierten Sportgemeinschaften, die zunächst nur auf lokaler Ebene Sportwettkämpfe austragen durften. Auch in Chemnitz wurden mehrere dieser Sportgemeinschaften ins Leben gerufen, im Fußballsport war die SG Chemnitz Nord am erfolgreichsten.
Im Rahmen der Einführung des Systems der Betriebssportgemeinschaften übernahmen die Fewa-Werke Chemnitz 1948 die SG Nord und wandelten sie in die BSG Fewa Chemnitz um. Nach Gründung der zentralen Sportvereinigung für den Bereich der Chemieindustrie wurde die BSG im Januar 1951 in Chemie Chemnitz umbenannt. Am 10. Mai 1953 wurde Chemnitz in Karl-Marx-Stadt umbenannt, und so nahm auch die BSG den neuen Namen Chemie Karl-Marx-Stadt an.
Als die Sportvereinigungen begannen, eigene Sportschwerpunkte zu bilden und die bisherige BSG Chemie in die Trägerschaft des Schwermaschinenwerkes Fritz Heckert überging, wurde die BSG am 3. März 1956 in den Sportclub Motor Karl-Marx-Stadt umgewandelt. Ab 1963 entfiel der Zusatz „Motor“. Im Zuge der Förderung des DDR-Fußballs wurde schließlich die Sektion Fußball aus dem Sportclub herausgelöst und am 15. Januar 1966 als Fußballclub Karl-Marx-Stadt neu gegründet. Nach dieser langen Reihe von Struktur- und Namensänderungen blieb der FC Karl-Marx-Stadt bis zum Ende der DDR bestehen.
Nach den gesellschaftlichen und wirtschaftlichen Veränderungen infolge der deutschen Wiedervereinigung mussten sich die ostdeutschen Sportklubs in bürgerliche Vereine umbilden. Zunächst hatte man in Chemnitz erwogen, den traditionsreichen Chemnitzer BC wiederzubeleben, doch schließlich wurde am 12. Juni 1990 als Nachfolger des FC Karl-Marx-Stadt der Chemnitzer FC in das Vereinsregister der Stadt Chemnitz (Rückbenennung am 1. Juni 1990) eingetragen.

#### Logohistorie

1953–1956
1963–1966
1966–1990
Seit 1990

### Sportliche Entwicklung

#### Nach dem Zweiten Weltkrieg
Ab 1946 beteiligte sich die SG Chemnitz Nord an der Fußball-Bezirksstaffel Chemnitz, in der sie 1947 den ersten und 1948 den dritten Platz belegte. Als in der Saison 1947/48 der Fußballbezirk in zwei Staffeln spielte, gewann die SG Nord zwar ihre Staffel, unterlag in drei Endspielen um die Chemnitzer Meisterschaft der SG Einheit Meerane (1:3, 2:1, 2:3). 1950 wurde der Nachfolger BSG Fewa Zweiter der Bezirksstaffel Ost und qualifizierte sich damit für die ab 1950/51 eingeführte zweitklassige DDR-Liga.

#### 1950er und 1960er Jahre
Ab Januar 1951 trat die BSG unter dem Namen „Chemie“ an und schaffte 1954 den Aufstieg in die DDR-Oberliga. Nach dem Abstieg 1957 spielte der nunmehrige SC Motor wieder in der I. DDR-Liga und wurde dort sofort in die drittklassige II. DDR-Liga durchgereicht. Nach dem umgehenden Wiederaufstieg gelang 1962 die Rückkehr in die Oberliga. 1958 wurde kurzzeitig Lokalrivale Motor West Karl-Marx-Stadt als zweite Mannschaft in den SC Motor integriert. Nach dem Abstieg der ersten Mannschaft in die II. DDR-Liga wurde die 2. Mannschaft bereits 1959 wieder als BSG Motor West eigenständig. Mitte der sechziger Jahre liefen die Spieler erstmals in himmelblauen Trikots auf, die bis heute das Markenzeichen des Clubs sind.
| Die Meistersaison 1966/67 |
| --- |
| Innerhalb von drei Jahren war es dem seit 1963 beim FCK wirkenden Trainer Horst Scherbaum gelungen, eine mit jungen Talenten gespickte, homogene Mannschaft um die 1963 vom SC Wismut Karl-Marx-Stadt gekommenen erfahrenen Spieler Albrecht Müller und Dieter Erler zu formen. In Scherbaums dritter Spielzeit startete der FCK im Sommer 1966 eine Serie von 16 ungeschlagenen Punktspielen in Folge, sodass man bereits zu diesem Zeitpunkt souverän an der Tabellenspitze der Oberliga stand. Am Ende der Saison wurden die Karl-Marx-Städter mit sieben Punkten Vorsprung vor dem 1. FC Lokomotive Leipzig neuer DDR-Fußballmeister. Über die ganze Saison hinweg konnte Scherbaum eine Stammelf spielen lassen, in der keiner der Spieler weniger als 22 der 26 Punktspiele absolvierte: |
| Manfred Hambeck (28 Jahre/26 Punktspiele) Claus Rüdrich (26/18), Fritz Feister (24/26), Peter Müller (20/26) Albrecht Müller (27/24), Joachim Posselt (22/26) Rolf Steinmann (24/23), Dieter Erler (27/21) Eberhard Schuster (26/26), Manfred Lienemann (20/21), Eberhard Vogel (23/24) |
| Im Laufe der Saison wurden außerdem Claus Kreul (9 Spiele), Friedrich Hüttner (7), Manfred Matyschik (6), Hans-Heinrich Wolf (2) und Volker Benes (1) eingesetzt. Als bester Torschütze hatte sich Rolf Steinmann mit 10 Treffern ausgezeichnet. |
| Bilanz der Meisterschafts-Saison: 14 Siege, 9 Unentschieden, 3 Niederlagen / 39:23 Tore / 37–15 Punkte |

In der folgenden Saison traten die Himmelblauen im Europapokal der Landesmeister an, unterlagen aber bereits in der ersten Runde dem belgischen Vertreter RSC Anderlecht mit 1:2 und 1:3. Damit begann der allmähliche Niedergang des Überraschungsmeisters von 1967. In den folgenden beiden Jahren landete die Mannschaft mit den Rängen 6 und 7 nur noch im Mittelfeld.

#### 1970er und 1980er Jahre
1970 stieg der FCK erneut aus der Oberliga ab, jedoch gelang in der folgenden Spielserie der sofortige Wiederaufstieg. Am Ende der Saison 1971/72 gewann der FCK überraschend den einmalig ausgespielten Fuwo-Pokal. In den siebziger und achtziger Jahren spielte der FC Karl-Marx-Stadt ununterbrochen in der Oberliga und stand am Saisonende meistens im Mittelfeld der Tabelle. In der Ewigen Tabelle der DDR-Oberliga nimmt der FCK den zwölften Platz ein. Nach Platz drei in der Saison 1988/89 kehrten die Himmelblauen noch einmal auf die internationale Bühne zurück. Im UEFA-Pokal schaltete der FCK 1989 Boavista Porto (1:0, 2:2 n. V.) und den FC Sion (4:1, 1:2) aus, erst in der dritten Runde schieden die Karl-Marx-Städter nach zwei Niederlagen (0:1, 1:2) gegen den späteren Pokalgewinner Juventus Turin aus.

#### Bilanz der FDGB-Pokalspiele
Achtmal stand der SC/FC Karl-Marx-Stadt im Halbfinale der DDR-Fußballpokal-Wettbewerbe. Dreimal erreichte er das Endspiel, doch nie gewannen die Karl-Marx-Städter den FDGB-Pokal. Die Endstationen waren
- 1960: 1:7 gegen den SC Motor Jena im Halbfinale
- 1969: 0:4 gegen den 1. FC Magdeburg im Finale
- 1970: 1:2 gegen den FC Vorwärts Berlin im Halbfinale
- 1972: 0:1 gegen den FC Carl Zeiss Jena im Halbfinale
- 1983: 0:4 gegen den 1. FC Magdeburg im Finale
- 1984: 1:2 gegen den Berliner FC Dynamo im Halbfinale
- 1987: 1:3 gegen den 1. FC Lok Leipzig im Halbfinale
- 1989: 0:1 gegen den Berliner FC Dynamo im Finale

#### 1990er Jahre bis 2010

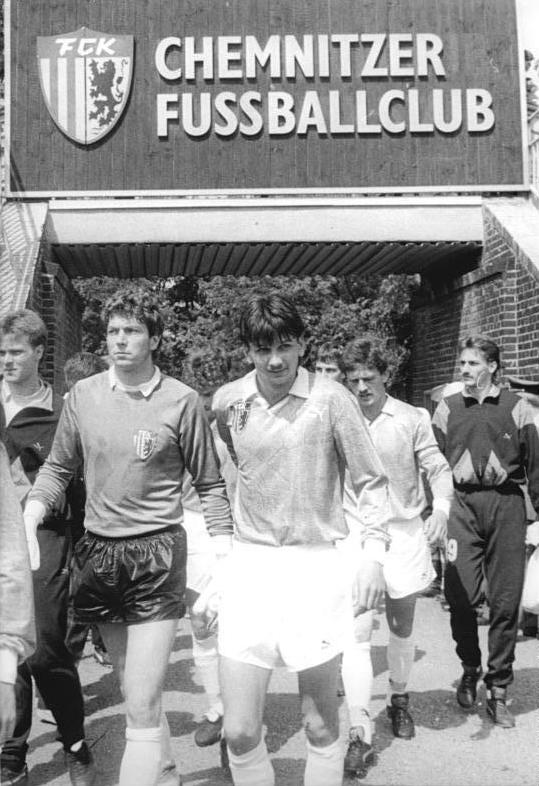
Altes Logo – neuer Name: Jens Schmidt, Tino Müller, Detlef Müller und Lars Hermel in der Spielzeit 1989/90

1990 wurde der Verein aufgrund der schlechteren Tordifferenz gegenüber Dynamo Dresden Vizemeister der DDR. Im UEFA-Pokal 1990/91 war nach zwei 0:2-Niederlagen gegen Borussia Dortmund bereits nach der ersten Runde Schluss. Mit dem fünften Tabellenrang in der letzten Oberligasaison 1990/91 qualifizierten sich die Chemnitzer für die 2. Bundesliga und schlossen die erste Saison 1992 mit einem achtbaren vierten Rang ab. 1993 gelang dem CFC der Einzug ins Halbfinale des DFB-Pokals. Nachdem die Mannschaft zuvor unter anderem Werder Bremen aus dem Wettbewerb geworfen hatte, scheiterte sie am Überraschungsteam Hertha BSC Amateure. Nach fünf Jahren Zugehörigkeit stiegen die Chemnitzer 1996 aus der Zweiten Liga ab. Die folgenden drei Jahre spielte der Club in der Regionalliga Nordost. 1997 und 1998 konnte der Verein zweimal in Folge den Sachsenpokal gewinnen und sich somit die Teilnahme am DFB-Pokal im darauffolgenden Jahr sichern. Die Himmelblauen schlossen dann die Saison 1998/99 als Meister ab, setzten sich in den Aufstiegsspielen gegen den VfL Osnabrück durch (0:1, 2:0) und kehrten somit in die 2. Bundesliga zurück. Nur zwei Jahre später stieg der CFC jedoch nach einer desolaten Saison mit nur drei Siegen aus 34 Spielen als Tabellenletzter wieder ab (Ewige Tabelle der 2. Bundesliga: Platz 46). Danach spielte der Verein in der Regionalliga Nord und kämpfte dort regelmäßig gegen den Abstieg. In der Saison 2005/06 stieg man als Tabellenletzter in die Oberliga Nordost/Süd ab. In der gleichen Spielzeit wurde zum dritten Mal der Sachsenpokal gewonnen und man qualifizierte sich damit für den DFB-Pokal. In der Saison 2006/07 schied man im DFB-Pokal in der ersten Runde gegen den damaligen Bundesligisten Alemannia Aachen aus. Der Club wurde Zweiter hinter dem FC Energie Cottbus II und verpasste so den Aufstieg in die Regionalliga nur knapp. In der Saison 2007/08 qualifizierte sich der Verein als Zweiter für die neue dreigliedrige Regionalliga. Als Sieger des Sachsenpokals 2009/10 qualifizierte er sich für den DFB-Pokal 2010/11.

#### Die Zeit ab 2010 – Rückkehr in den Profifußball
In der ersten Hauptrunde im DFB-Pokal der Saison 2010/11 traf man auf den Bundesligisten FC St. Pauli. Das Spiel konnte der CFC überraschend mit 1:0 für sich entscheiden und somit in die zweite Hauptrunde einziehen, wo man auf den Bundesligisten VfB Stuttgart traf. Dort verlor der CFC vor 17.145 Zuschauern im Stadion An der Gellertstraße mit 1:3 nach Verlängerung. Am 33. Spieltag in der Regionalliga Nord machte der CFC den Aufstieg in die 3. Liga mit einem 1:0-Sieg über den RB Leipzig perfekt und feierte damit seine Rückkehr in den deutschen Profifußball.
In der folgenden Saison waren die Himmelblauen in der Hinrunde zunächst dauerhaft in der unteren Tabellenhälfte. Jedoch konnten sie sich im Laufe der Rückrunde aufgrund einer Serie von 16 Spielen ohne Niederlage bis auf den Relegationsplatz vorarbeiten. Der 3. Tabellenplatz konnte jedoch nicht gehalten werden und so schloss der CFC die Saison als bester Aufsteiger auf Platz 9 ab. Zusätzlich schaffte man die Qualifikation für den DFB-Pokal für die nächste Saison durch einen 5:4-Sieg nach Verlängerung im Sachsenpokal gegen den VfL 05 Hohenstein-Ernstthal.
Während der Saison 2012/13 konnte sich der Chemnitzer FC dauerhaft im oberen Mittelfeld der 3. Liga positionieren. Damit konnte der Verbleib in der Drittklassigkeit auch für die kommende Saison gesichert werden. Am 15. Mai 2013 kam es zur Wiederauflage des Sachsenpokal-Finales von 2011, bei dem sich RB Leipzig und der Chemnitzer FC in der Red Bull Arena gegenüberstanden. Obwohl der Chemnitzer FC zur Halbzeit mit 2:1 in Führung lag, wurde das Endspiel mit 2:4 verloren.
Die Saison 2013/14, dritte Saison für den CFC in der 3. Liga, war die bis dahin schwächste. Nachdem die Mannschaft zwischenzeitlich in Abstiegsgefahr geriet und der langjährige Trainer Gerd Schädlich am 12. Spieltag, nach einer desaströsen Mannschaftsleistung bei der 0:4-Heimniederlage gegen Preußen Münster, auf der Pressekonferenz direkt nach dem Spiel seinen Rücktritt erklärte, belegte die Mannschaft unter ihrem neuen Cheftrainer Karsten Heine am Saisonende noch den 12. Platz. Auch aufgrund der Verpflichtung des neuen Sportdirektors Stefan Beutel, welcher in der Winterpause Jörg Emmerich ablöste, schrieb der Club sportlich wieder positive Schlagzeilen. Neben dem Klassenerhalt feierte der Verein mit einem 3:2 nach Verlängerung gegen den FC Oberlausitz Neugersdorf den mittlerweile siebten Gewinn des Sachsenpokals.
In die Drittliga-Saison 2014/15 startete der CFC zunächst erfolgversprechend. Auch im DFB-Pokal 2014/15 sorgten die Chemnitzer für Furore: Im legendären Erstrundenspiel gegen den Bundesligisten 1. FSV Mainz 05 stand es nach 90 Minuten 3:3, zum Ende der Verlängerung 5:5. Das Elfmeterschießen gewann der Club mit 5:4. In der zweiten Runde unterlagen die Chemnitzer Werder Bremen mit 0:2. Zu Beginn der Rückrunde verlor der CFC im Punktspielbetrieb seine gute Ausgangsposition. Am Ende reichte es mit Platz 5 für das bisher erfolgreichste Abschneiden in der 3. Liga. Der Sachsenpokal konnte bereits zum 8. Mal gewonnen werden.
Durchwachsen verlief die Saison 2015/16. Im DFB-Pokal verloren die Chemnitzer ihr Heimspiel in der ersten Hauptrunde gegen Borussia Dortmund mit 0:2; im Sachsenpokal schied man im Achtelfinale gegen Dynamo Dresden aus. In der Liga wurde Trainer Karsten Heine aufgrund von Erfolglosigkeit nach dem 28. Spieltag und der 0:2-Niederlage gegen die SG Sonnenhof Großaspach entlassen; die Mannschaft war mittlerweile auf Tabellenplatz 17 abgerutscht. Sven Köhler übernahm seinen Posten und durch einen Endspurt konnte am Ende noch der 6. Tabellenplatz erreicht werden.
Die Saison 2016/17, in welcher sich der Gewinn der DDR-Meisterschaft 1966/67 zum 50. Mal jährte, verlief sportlich entgegen den Erwartungen eher bescheiden. Die erste volle Saison unter Cheftrainer Sven Köhler und seinem Co-Trainer Ulf Mehlhorn endete mit dem 8. Tabellenplatz, wobei der Verein im Saisonverlauf zwar niemals auf einem Abstiegsplatz stand, aber mit nur zwei Spieltagen auf Tabellenplatz 3 auch nicht nachhaltig in das Aufstiegsrennen eingreifen konnte. Am 2. August 2016 wurde das neue Stadion mit einem Freundschaftsspiel gegen Borussia Mönchengladbach offiziell eröffnet. Unruhe im Umfeld kam zum einen durch immer lauter werdende Kritik an Cheftrainer Sven Köhler auf, einzelne Äußerungen von Spielern ließen auch ein gestörtes Verhältnis zur Mannschaft vermuten. Weitere Unruhe gab es aus finanziellen Gründen, als der neue kaufmännische Geschäftsführer Dirk Kall ein großes finanzielles Defizit bei den Himmelblauen aufdeckte. Der Spielbetrieb konnte fortgesetzt werden, nachdem der Stadtrat eine Zahlung von 1,26 Millionen Euro wegen der vorzeitigen Auflösung eines Erbbaurechtsvertrages im Zuge des Stadionneubaus genehmigte und der Energieversorger Eins Energie in Sachsen Eigenkapital in Höhe von 1,5 Millionen Euro zur Verfügung stellte, welches innerhalb von 10 Jahren zurückzuzahlen ist. Vorstand und Aufsichtsrat traten zurück und wurden neu gewählt. Steffen Ziffert wurde neuer Vorstand Sport und beurlaubte den bisherigen Sportdirektor Stefan Beutel gegen Saisonende. Der Chemnitzer FC und Cheftrainer Sven Köhler einigten sich nach gemeinsamer Abstimmung darauf, den auslaufenden Vertrag nicht zu verlängern. Die Lizenz für die Saison 2017/18 geriet in große Gefahr und konnte nur durch einen immensen Kraftakt aller Beteiligter unter strengen Auflagen erhalten werden. Immerhin konnte der Sachsenpokal im Finale gegen den 1. FC Lok Leipzig mit 2:1 gewonnen werden, welcher für die Teilnahme am DFB-Pokal berechtigt. Als Glückslos wurde für die erste DFB-Pokalrunde der Deutsche Rekordmeister FC Bayern München gezogen.

#### Insolvenz 2018
Am 10. April 2018 gab der Verein die Insolvenz bekannt. Die laufende Saison war sportlich schwierig. Der Verein befand sich in der 3. Liga auf Platz 18 im Abstiegskampf mit 7 Punkten Rückstand auf Platz 17 und fünf ausstehenden Spieltagen. Als Insolvenzverwalter wurde der Kölner Rechtsanwalt Klaus Siemon bestimmt. Der nach Paragraf 6 der DFB-Spielordnung fällige Abzug von 9 Punkten wurde am 23. April 2018 vom DFB verhängt und am 2. Mai rechtskräftig. Dies hat den Abstieg in die Regionalliga zur Folge. Als neuer sportlicher Leiter wurde Thomas Sobotzik am 3. Mai 2018 bekannt gegeben.

#### Weitere Entwicklungen ab 2019
Nach längerem Streit zwischen Vereinsführung und der Stadt Chemnitz zur Höhe der Stadionmiete im Falle des zu erwartenden Aufstiegs in die 3. Liga wurde diese schließlich per Stadtratsbeschluss vom 6. März 2019 auf dem Niveau der Regionalligazugehörigkeit belassen. Der Chemnitzer FC stieg nach der Saison 2018/2019 in die 3. Liga auf und am 4. Juli 2020 wieder in die Regionalliga ab. Der elfte Gewinn des Sachsenpokals (2:1 im Finale gegen den FC Eilenburg) war das Highlight der letzten Drittliga-Saison.
Nach dem Wechsel des Trainers Patrick Glöckner zu Waldhof Mannheim befand sich die Mannschaft unter dessen Nachfolger Daniel Berlinski in der Regionalliga-Saison 2020/2021 nach 13 Spieltagen im Tabellenmittelfeld, als schließlich die COVID-19-Pandemielage Ende Oktober 2020 eine längere Unterbrechung des Spielbetriebs erforderlich machte. Innerhalb dieser Saisonpause teilte das Amtsgericht Chemnitz Anfang März 2021 das Ende des Insolvenzverfahrens und die damit verbundene Schuldenfreiheit des Chemnitzer FC e. V. mit. Der Verein beantragte aber darüber hinaus ungeachtet der Wertung der Spielzeit keine Drittligalizenz für die Saison 2021/22. Daniel Berlinski wurde am 1. März 2021 entlassen und durch den Co-Trainer Christian Tiffert ersetzt. Zum Zeitpunkt der Entlassung stand der Verein ohne reelle Aufstiegschance auf Platz 5 der Regionalliga Nordost. Wenige Wochen später gelang mit einem 2:1-Erfolg im Finale gegen Chemie Leipzig der nächste Gewinn des Sachsenpokals.

### Kontroverse Trauerfeier zu Ehren Thomas Hallers
Nach dem Tod des in der rechtsextremen Szene aktiven Hooligans Thomas Haller wurde vor dem Spiel gegen VSG Altglienicke am 9. März 2019 eine Traueraktion im Stadion durchgeführt. Haller war Gründer von HooNaRa, auch war dessen Sicherheitsfirma bis 2007 für den Verein tätig. Es wurde das Bild Hallers auf der Videowand eingeblendet und ein Banner mit Kreuz über dem Fanblock ausgebreitet. Pyrotechnik kam zum Einsatz. Auch der Stadionsprecher verlas einen Text. Es erfolgte eine Trauerminute. Der Spieler Daniel Frahn hielt nach einem Tor ein T-Shirt der Hooligan-Szene hoch. Die gesamte Aktion erreichte eine hohe mediale Aufmerksamkeit.
Infolgedessen legte der Vorstand Thomas Uhlig am 10. März 2019 seine Ämter nieder. Am 11. März 2019 trennte sich der Verein von seiner Fanbeauftragten und SPD-Abgeordneten im Stadtrat, Peggy Schellenberger, die über Facebook eine Beileidsbekundung abgegeben hatte. Auch der Stadionsprecher und ein Mitarbeiter der Kommunikationsabteilung wurden von ihren Aufgaben freigestellt. Der Spieler Frahn bekam eine Geldstrafe vom Verein für die nicht abgesprochene Aktion, außerdem wurde er vom Verband für zwei Spiele gesperrt und für zwei weitere auf Bewährung. Es wurde durch den Verein Strafanzeige „gegen Unbekannt wegen aller in Betracht kommenden Delikte“ gestellt. Während vom Insolvenzverwalter weiterhin von einer Erpressungssituation und Nötigung gesprochen wurde, ist eine solche der ansässigen Polizeibehörde nicht bekannt gewesen. Medien berichteten zudem von einem internen Chat-Verlauf, in dem u. a. Peggy Schellenberger sowie Thomas Uhlig involviert waren. Dort wurden zwar ansatzweise Bedenken geäußert, Thomas Haller sei eine brisante Persönlichkeit gewesen und eine Trauerfeier zu seinen Ehren daher kritisch, doch führten diese nicht zum Untersagen der später durchgeführten Aktionen, sondern wurden vielmehr als kontrollierbar eingestuft und das Image des Herrn Haller als mittlerweile rehabilitiert.

## Namen und Zahlen

### Meisterschaftsplatzierungen seit 1950
Saisondaten 1950–1959
| Saison                                                                             | Ligaebene | Liga                    | Platz (von) | Punkte | Tore  |
| ---------------------------------------------------------------------------------- | --------- | ----------------------- | ----------- | ------ | ----- |
| 1950/51                                                                            | 2         | DDR-Liga (Staffel Süd)  | 06 (10)     | 20-16  | 35:24 |
| 1951/52                                                                            | 2         | DDR-Liga (Staffel 2)    | 02 (12)     | 32-12  | 51:19 |
| 1952/53                                                                            | 2         | DDR-Liga (Staffel 1)    | 07 (13)     | 24-24  | 39:34 |
| 1953/54                                                                            | 2         | DDR-Liga (Staffel 1)    | 01 (14)     | 41-11  | 59:22 |
| 1954/55                                                                            | 1         | DDR-Oberliga            | 10 (14)     | 25-27  | 34:43 |
| 1955*                                                                              | 1         | DDR-Oberliga            | 14 (14)     | 06-20  | 16:42 |
| 1956*                                                                              | 1         | DDR-Oberliga            | 09 (14)     | 23-29  | 24:48 |
| 1957*                                                                              | 1         | DDR-Oberliga            | 14 (14)     | 16-36  | 31:62 |
| 1958*                                                                              | 2         | 1. DDR-Liga             | 14 (14)     | 14-38  | 33:52 |
| 1959*                                                                              | 3         | 2. DDR-Liga (Staffel 4) | 01 (14)     | 44-08  | 77:23 |
| * Zwischen 1955 und 1960 wurde nach sowjetischem Vorbild im Kalenderjahr gespielt. |           |                         |             |        |       |

Saisondaten 1960–1969
| Saison                                                                             | Ligaebene | Liga         | Platz (von) | Punkte | Tore  |
| ---------------------------------------------------------------------------------- | --------- | ------------ | ----------- | ------ | ----- |
| 1960*                                                                              | 2         | 1. DDR-Liga  | 08 (14)     | 27-25  | 47:43 |
| 1961/62                                                                            | 2         | 1. DDR-Liga  | 02 (14)     | 59-19  | 73:48 |
| 1962/63                                                                            | 1         | DDR-Oberliga | 12 (14)     | 23-29  | 39:44 |
| 1963/64                                                                            | 1         | DDR-Oberliga | 04 (14)     | 29-23  | 31:29 |
| 1964/65                                                                            | 1         | DDR-Oberliga | 11 (14)     | 23-29  | 36:41 |
| 1965/66                                                                            | 1         | DDR-Oberliga | 07 (14)     | 28-24  | 29:33 |
| 1966/67                                                                            | 1         | DDR-Oberliga | 01 (14)     | 37-15  | 39:23 |
| 1967/68                                                                            | 1         | DDR-Oberliga | 06 (14)     | 25-27  | 33:30 |
| 1968/69                                                                            | 1         | DDR-Oberliga | 07 (14)     | 26-26  | 35:36 |
| 1969/70                                                                            | 1         | DDR-Oberliga | 13 (14)     | 19-33  | 27:42 |
| * Zwischen 1955 und 1960 wurde nach sowjetischem Vorbild im Kalenderjahr gespielt. |           |              |             |        |       |

Saisondaten 1970–1979
| Saison  | Ligaebene | Liga                   | Platz (von) | Punkte | Tor   |
| ------- | --------- | ---------------------- | ----------- | ------ | ----- |
| 1970/71 | 2         | DDR-Liga (Staffel Süd) | 01 (16)     | 50-10  | 72:16 |
| 1971/72 | 1         | DDR-Oberliga           | 12 (14)     | 19-33  | 34:48 |
| 1972/73 | 1         | DDR-Oberliga           | 05 (14)     | 30-22  | 33:32 |
| 1973/74 | 1         | DDR-Oberliga           | 09 (14)     | 24-28  | 42:46 |
| 1974/75 | 1         | DDR-Oberliga           | 10 (14)     | 22-30  | 28:38 |
| 1975/76 | 1         | DDR-Oberliga           | 11 (14)     | 21-31  | 25:41 |
| 1976/77 | 1         | DDR-Oberliga           | 09 (14)     | 22-30  | 35:39 |
| 1977/78 | 1         | DDR-Oberliga           | 07 (14)     | 24-28  | 34:37 |
| 1978/79 | 1         | DDR-Oberliga           | 08 (14)     | 22-30  | 32:38 |
| 1979/80 | 1         | DDR-Oberliga           | 11 (14)     | 19-33  | 26:38 |

Saisondaten 1980–1989
| Saison  | Ligaebene | Liga         | Platz (von) | Punkte | Tore  |
| ------- | --------- | ------------ | ----------- | ------ | ----- |
| 1980/81 | 1         | DDR-Oberliga | 09 (14)     | 21-31  | 37:54 |
| 1981/82 | 1         | DDR-Oberliga | 09 (14)     | 24-28  | 50:38 |
| 1982/83 | 1         | DDR-Oberliga | 09 (14)     | 26-26  | 41:41 |
| 1983/84 | 1         | DDR-Oberliga | 06 (14)     | 30-22  | 37:34 |
| 1984/85 | 1         | DDR-Oberliga | 09 (14)     | 21-31  | 39:48 |
| 1985/86 | 1         | DDR-Oberliga | 08 (14)     | 26-26  | 33:32 |
| 1986/87 | 1         | DDR-Oberliga | 08 (14)     | 24-28  | 27:34 |
| 1987/88 | 1         | DDR-Oberliga | 08 (14)     | 25-27  | 40:45 |
| 1988/89 | 1         | DDR-Oberliga | 03 (14)     | 30-22  | 38:36 |
| 1989/90 | 1         | DDR-Oberliga | 02 (14)     | 36-16  | 35:20 |

Saisondaten 1990–1999
| Saison  | Ligaebene | Liga                       | Platz (von) | Punkte | Tore  |
| ------- | --------- | -------------------------- | ----------- | ------ | ----- |
| 1990/91 | 1         | NOFV-Oberliga              | 05 (14)     | 29-23  | 24:23 |
| 1991/92 | 2         | 2. Bundesliga (Gruppe Süd) | 04 (12)     | 36-28  | 35:30 |
| 1992/93 | 2         | 2. Bundesliga              | 07 (24)     | 50-42  | 64:56 |
| 1993/94 | 2         | 2. Bundesliga              | 09 (18)     | 39-37  | 34:44 |
| 1994/95 | 2         | 2. Bundesliga              | 09 (18)     | 34-34  | 47:50 |
| 1995/96 | 2         | 2. Bundesliga              | 15 (18)     | 42     | 43:51 |
| 1996/97 | 3         | Regionalliga Nordost       | 04 (18)     | 64     | 60:27 |
| 1997/98 | 3         | Regionalliga Nordost       | 08 (18)     | 51     | 54:36 |
| 1998/99 | 3         | Regionalliga Nordost       | 01 (18)     | 77     | 59:12 |
| 1999/00 | 2         | 2. Bundesliga              | 11 (18)     | 43     | 42:49 |

Saisondaten 2000–2009
| Saison  | Ligaebene | Liga              | Platz (von) | Punkte | Tore  |
| ------- | --------- | ----------------- | ----------- | ------ | ----- |
| 2000/01 | 2         | 2. Bundesliga     | 18 (18)     | 16     | 24:78 |
| 2001/02 | 3         | Regionalliga Nord | 06 (18)     | 51     | 53:40 |
| 2002/03 | 3         | Regionalliga Nord | 11 (18)     | 44     | 47:55 |
| 2003/04 | 3         | Regionalliga Nord | 11 (18)     | 43     | 31:49 |
| 2004/05 | 3         | Regionalliga Nord | 14 (19)     | 40     | 33:38 |
| 2005/06 | 3         | Regionalliga Nord | 19 (19)     | 21     | 35:78 |
| 2006/07 | 4         | NOFV-Oberliga Süd | 02 (16)     | 57     | 48:19 |
| 2007/08 | 4         | NOFV-Oberliga Süd | 02 (16)     | 57     | 55:25 |
| 2008/09 | 4         | Regionalliga Nord | 07 (18)     | 45     | 50:42 |
| 2009/10 | 4         | Regionalliga Nord | 03 (18)     | 61     | 58:34 |

Saisondaten 2010–2019
| Saison  | Ligaebene | Liga                 | Platz (von) | Punkte  | Tore  |
| ------- | --------- | -------------------- | ----------- | ------- | ----- |
| 2010/11 | 4         | Regionalliga Nord    | 01 (18)     | 82      | 82:23 |
| 2011/12 | 3         | 3. Liga              | 09 (20)     | 55      | 47:43 |
| 2012/13 | 3         | 3. Liga              | 06 (20)     | 55      | 56:47 |
| 2013/14 | 3         | 3. Liga              | 12 (20)     | 49      | 43:46 |
| 2014/15 | 3         | 3. Liga              | 05 (20)     | 59      | 44:36 |
| 2015/16 | 3         | 3. Liga              | 06 (20)     | 55      | 52:46 |
| 2016/17 | 3         | 3. Liga              | 08 (20)     | 52      | 54:51 |
| 2017/18 | 3         | 3. Liga              | 19 (20)     | 22 (31) | 48:74 |
| 2018/19 | 4         | Regionalliga Nordost | 01 (18)     | 77      | 82:36 |
| 2019/20 | 3         | 3. Liga              | 17 (20)     | 44      | 54:60 |

Saisondaten 2020–heute
| Saison                                                                    | Ligaebene | Liga                 | Platz (von) | Punkte | Tore  |
| ------------------------------------------------------------------------- | --------- | -------------------- | ----------- | ------ | ----- |
| 2020/21*                                                                  | 4         | Regionalliga Nordost | 10 (20)     | 17     | 20:17 |
| 2021/22                                                                   | 4         | Regionalliga Nordost | 05 (20)     | 72     | 67:37 |
| 2022/23                                                                   | 4         | Regionalliga Nordost | 08 (18)     | 52     | 47:33 |
| 2023/24                                                                   | 4         | Regionalliga Nordost | 09 (18)     | 45     | 44:51 |
| 2024/25                                                                   | 4         | Regionalliga Nordost | 07 (18)     | 50     | 38:25 |
| * Nur 13 absolvierte Spiele bis zum Abbruch der Saison durch den Verband. |           |                      |             |        |       |

Legende:

blau und fett → (ost-)deutscher Meister

### Erfolge

#### Regional
SFV
Pokal
- Sachsenpokal-Sieger: 1997, 1998, 2006, 2008, 2010, 2012, 2014, 2015, 2017, 2019, 2020, 2022 – Sächsischer Rekordpokalsieger
- Sachsenpokal-Finalist: 1996 (Amateure), 2005, 2011, 2013, 2021, 2023

#### National
DFV
Liga
- DDR-Meister: 1967
- DDR-Vizemeister: 1990
- 3. Platz DDR-Oberliga: 1989

Pokal
- FDGB-Pokal-Finalist: 1969, 1983, 1989
- Fuwo-Pokal-Sieger: 1971/72

 DFB
Liga
- 2.-Bundesliga-Teilnehmer: 1991–1996, 1999–2001
- Regionalliga-Meister: 1999, 2011, 2019

Pokal
- DFB-Pokal-Halbfinalist: 1993
- DFB-Hallen-Pokal-Finalist: 1993

#### Europapokalbilanz
- UEFA-Intertoto-Cup-Gruppensieger: 1968, 1990

| Saison  | Wettbewerb                    | Runde        | Gegner            | Gesamt | Hin     | Rück          |
| ------- | ----------------------------- | ------------ | ----------------- | ------ | ------- | ------------- |
| 1967/68 | Europapokal der Landesmeister | 1. Runde     | RSC Anderlecht    | 2:5    | 1:3 (H) | 1:2 (A)       |
| 1989/90 | UEFA-Pokal                    | 1. Runde     | Boavista Porto    | 3:2    | 1:0 (H) | 2:2 n. V. (A) |
| 1989/90 | UEFA-Pokal                    | 2. Runde     | FC Sion           | 5:3    | 1:2 (A) | 4:1 (H)       |
| 1989/90 | UEFA-Pokal                    | Achtelfinale | Juventus Turin    | 1:3    | 1:2 (A) | 0:1 (H)       |
| 1990/91 | UEFA-Pokal                    | 1. Runde     | Borussia Dortmund | 0:4    | 0:2 (H) | 0:2 (A)       |

Gesamtbilanz: 10 Spiele, 2 Siege, 1 Unentschieden, 7 Niederlagen, 11:17 Tore (Tordifferenz −6)

### Trainerhistorie
Eine chronologische Übersicht der Trainer des Vereins seit 1952.

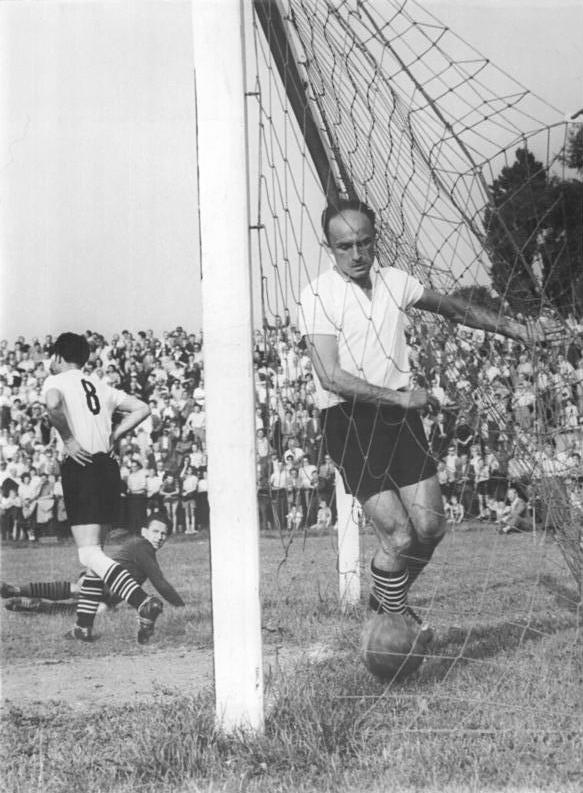
Horst Scherbaum (1958)
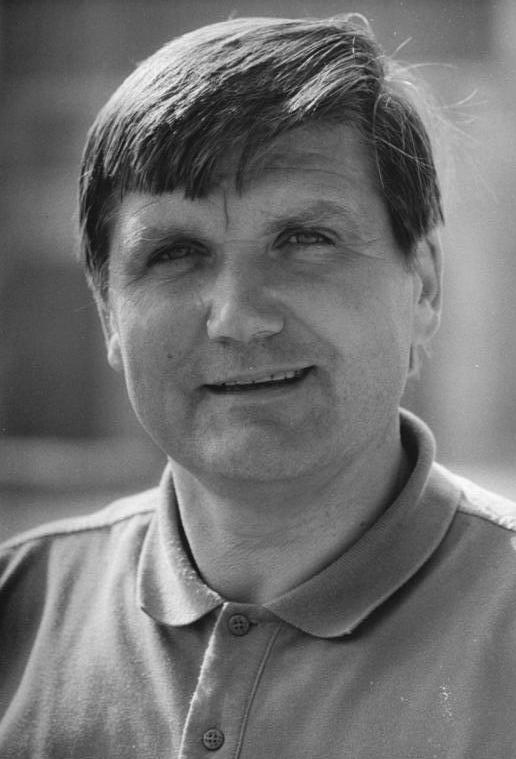
Hans Meyer (1990)
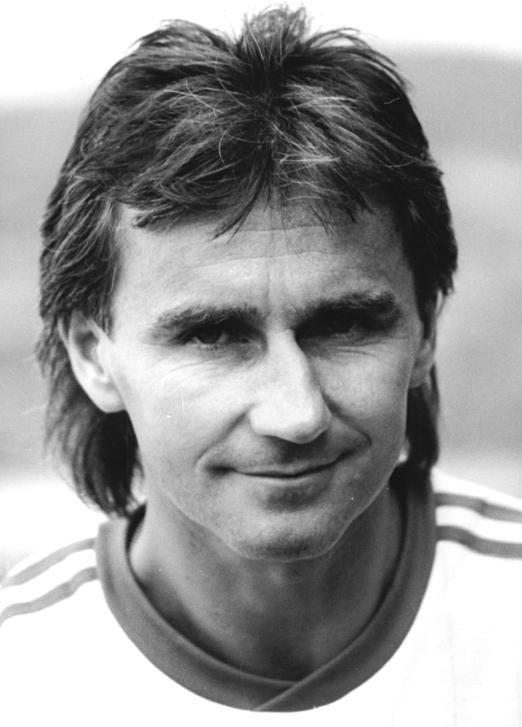
Reinhard Häfner (1990, als Trainer von Dynamo Dresden)
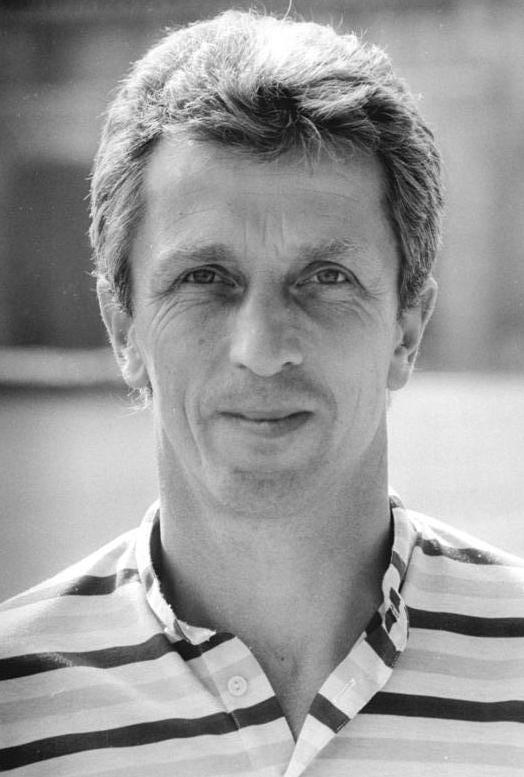
Christoph Franke (1990)
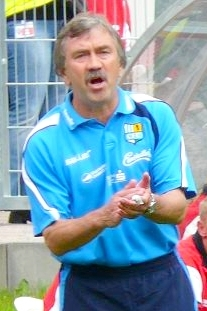
Gerd Schädlich (2008)
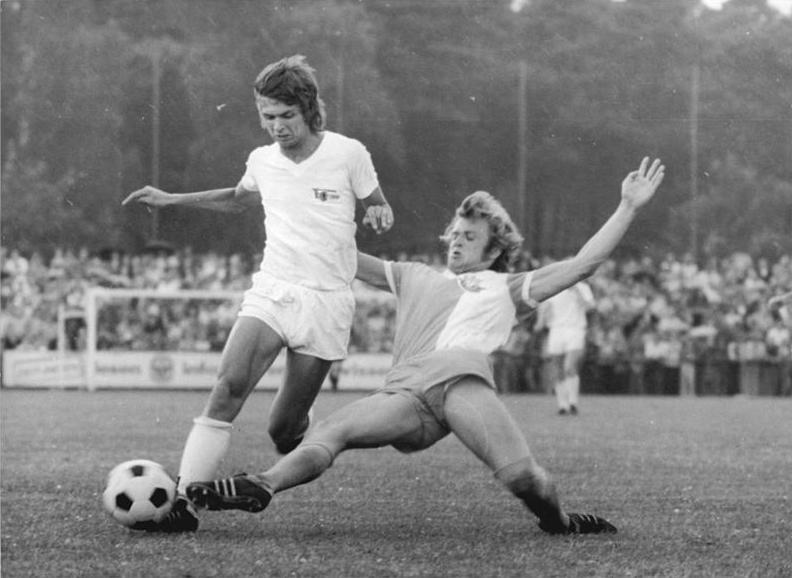
Karsten Heine (1976)

| Nr. | Amtszeit        | Trainer               |
| --- | --------------- | --------------------- |
| 01  | .001952–.001953 | Karl Haueisen         |
| 02  | .001953–04.1955 | Heinz Hartmann        |
| 03  | 08.1955–12.1955 | Rolf Kukowitsch       |
| 04  | 02.1956–12.1957 | Walter Fritzsch       |
| 05  | 02.1958–05.1958 | Fritz Wittenbecher    |
| 06  | 05.1958–09.1960 | Hans Höfer            |
| 07  | 09.1960–02.1961 | Siegfried Seifert     |
| 08  | 03.1961–.001963 | Heinz Werner (1)      |
| 09  | .001963–.001968 | Horst Scherbaum       |
| 10  | .001968–.001970 | Bringfried Müller     |
| 11  | .001970–.001971 | Heinz Weber           |
| 12  | .001971–12.1974 | Gerhard Hofmann       |
| 13  | 12.1974–08.1975 | Dieter Erler          |
| 14  | 09.1975–03.1976 | Herbert Naumann       |
| 15  | 04.1976–12.1980 | Manfred Kupferschmied |
| 16  | 01.1981–.001985 | Manfred Lienemann (1) |
| 17  | .001985–.001988 | Heinz Werner (2)      |
| 18  | .001988–.001993 | Hans Meyer            |
| 19  | .001993–05.1996 | Reinhard Häfner       |
| 20  | 05.1996–09.2000 | Christoph Franke (1)  |

| Nr. | Amtszeit        | Trainer               |
| --- | --------------- | --------------------- |
| 21  | 09.2000–11.2000 | Josip Kuže            |
| 22  | 11.2000–12.2000 | Manfred Lienemann (2) |
| 23  | 12.2000–08.2001 | Dirk Karkuth          |
| 24  | 08.2001–10.2002 | Matthias Schulz       |
| 25  | 10.2002–11.2002 | Dirk Barsikow (1)     |
| 26  | 11.2002–.002003 | Joachim Müller (1)    |
| 27  | .002003–09.2004 | Frank Rohde           |
| 28  | 09.2004–03.2005 | Dirk Barsikow (2)     |
| 29  | 03.2005–12.2005 | Dietmar Demuth        |
| 30  | 12.2005–04.2007 | Joachim Müller (2)    |
| 31  | 04.2007–04.2008 | Tino Vogel            |
| 32  | 04.2008–06.2008 | Christoph Franke (2)  |
| 33  | 07.2008–10.2013 | Gerd Schädlich        |
| 34  | 10.2013–03.2016 | Karsten Heine         |
| 35  | 03.2016–06.2017 | Sven Köhler           |
| 36  | 07.2017–01.2018 | Horst Steffen         |
| 37  | 01.2018–09.2019 | David Bergner         |
| 38  | 09.2019–07.2020 | Patrick Glöckner      |
| 39  | 07.2020–02.2022 | Daniel Berlinski      |
| 40  | 03.2022–09.2024 | Christian Tiffert     |

| Nr. | Amtszeit   | Trainer       |
| --- | ---------- | ------------- |
| 41  | ab 09.2024 | Benjamin Duda |

### Präsidentenhistorie
| Nr. | Amtszeit        | Präsident            |
| --- | --------------- | -------------------- |
| 01  | .000000–.000000 | Alfred Bernhardt     |
| 02  | .000000–.000000 | Erich Baumgärtel     |
| 03  | .000000–.000000 | Herbert Voigtländer  |
| 04  | .000000–.000000 | Werner Günther       |
| 05  | Bis 1956        | Heinz Gensel         |
| 06  | .001956–.001959 | Karl Schneider       |
| 07  | .001959–.001966 | [N.N.] Illing        |
| 08  | .001966–.001970 | Werner Thomßen       |
| 09  | .001970–.001976 | Karl-Heinz Müller    |
| 10  | .001976–.001981 | Hans Groschwald      |
| 11  | .001981–.001990 | Roland Hauschild     |
| 12  | .001990–09.1990 | Karl-Heinz Friedrich |
| 13  | .001991–.001994 | Werner Thomßen       |

| Nr. | Amtszeit        | Präsident                 |
| --- | --------------- | ------------------------- |
| 14  | .001994–07.1997 | Winfried Maier            |
| 15  | 07.1997–02.2000 | Lutz Waszik (1)           |
| 16  | 05.2000         | Klaus Schreiter           |
| 17  | 06.2000–11.2000 | Claus-Peter Nofri         |
| 18  | 11.2000         | Eberhard Langer           |
| 19  | 11.2000–12.2001 | Lutz Waszik (2)           |
| 20  | 12.2001–06.2002 | Bernd Robert Leichthammer |
| 21  | 05.2003–10.2006 | Frank Kapp                |
| 22  | 10.2006–11.2017 | Mathias Hänel             |
| 23  | 02.2018–08.2019 | Andreas Georgi            |
| 24  | 08.2019–01.2020 | vakant                    |
| 25  | 01.2020–06.2023 | Romy Polster              |
| 26  | Seit 07.2023    | Helmut Brunhuber          |

### Sponsorenhistorie
Überblick über die Trikotsponsoren seit 1990:
- Heckert GmbH (Werkzeugmaschinenbau)
- Agip (Mineralölunternehmen)
- D. Bartsch KG
- Wirtschaftsregion Chemnitz
- taxofit (Nahrungsmittelergänzungsprodukte)
- erdgas Südsachsen (Energiedienstleister)
- Envia Mitteldeutsche Energie (Energiedienstleister)
- Einsiedler Brauhaus
- Getränkewelt GmbH
- aetka Communication Center AG
- f.becker line GmbH (Automobilzubehör)
- Ahorn-Hotelgruppe
- Sparkasse Chemnitz
- NSH-Gruppe (Industrieanlagen)
- Splendid Drinks („28 Black“)
- Carola-Apotheke

## Erste Mannschaft

### Aktueller Kader
| Nr.        | Nat.                | Name              | Geburtstag | Im Verein seit |
| Tor        | Tor                 | Tor               | Tor        | Tor            |
| ---------- | ------------------- | ----------------- | ---------- | -------------- |
| 01         | Deutschland         | Daniel Adamczyk   | 14.07.2002 | 2024           |
| 22         | Deutschland         | David Wunsch      | 04.03.2003 | 2017           |
| 32         | Deutschland         | Cedric Wimmer     | 26.03.2007 | 2021           |
| Abwehr     |                     |                   |            |                |
| 04         | Deutschland         | Niclas Walther    | 27.09.2002 | 2009           |
| 05         | Deutschland         | Julius Bochmann   | 19.06.2005 | 2025           |
| 18         | Deutschland         | Johannes Pistol   | 04.12.2001 | 2025           |
| 24         | Deutschland         | Aaron Mensah      | 23.02.2007 | 2023           |
| 25         | Deutschland         | Roman Eppendorfer | 26.02.2003 | 2010           |
| 26         | Deutschland         | Felix Müller      | 04.06.1997 | 2023           |
| 27         | Deutschland         | Martial Ekui      | 05.09.2003 | 2025           |
| Mittelfeld |                     |                   |            |                |
| 06         | Deutschland         | Niclas Erlbeck    | 10.01.1993 | 2023           |
| 07         | Deutschland         | Tobias Stockinger | 25.03.2000 | 2025           |
| 08         | Vereinigte Staaten  | Samuel Biven      | 11.02.2002 | 2025           |
| 10         | Deutschland         | Artur Mergel      | 28.08.1997 | 2024           |
| 11         | Deutschland Italien | Domenico Alberico | 23.01.1999 | 2025           |
| 13         | Deutschland         | Leon Damer        | 31.01.2000 | 2023           |
| 17         | Deutschland         | Anton Rücker      | 13.02.2001 | 2024           |
| 23         | Deutschland         | Maurizio Grimaldi | 12.08.2002 | 2025           |
| 29         | Deutschland         | Tom Baumgart      | 12.11.1997 | 2024           |
| 38         | Deutschland         | Tobias Müller     | 31.05.1993 | 2018           |
| Angriff    |                     |                   |            |                |
| 19         | Deutschland         | Jonas Marx        | 17.09.2004 | 2025           |
| 33         | Deutschland         | Dejan Bozic       | 22.01.1993 | 2023           |

### Trainer- und Betreuerstab
| Name               | Funktion       |
| ------------------ | -------------- |
| Benjamin Duda      | Cheftrainer    |
| Niklas Hoheneder   | Co-Trainer     |
| Patrik Brencic     | Torwarttrainer |
| Torsten Bittermann | Teammanager    |

### Transfers der Saison 2025/26
| Zugänge             | Zugänge           | Zugänge                | Zugänge         |
| Nat.                | Name              | abgebender Verein      | Transferperiode |
| Tor                 | Tor               | Tor                    | Tor             |
| ------------------- | ----------------- | ---------------------- | --------------- |
| Deutschland         | Cedric Wimmer     | eigener Nachwuchs      | Sommer 2025     |
| Abwehr              |                   |                        |                 |
| Deutschland         | Julius Bochmann   | SV Kapfenberg          | Sommer 2025     |
| Deutschland         | Martial Ekui      | SpVgg Bayern Hof       | Sommer 2025     |
| Deutschland         | Aaron Mensah      | eigener Nachwuchs      | Sommer 2025     |
| Deutschland         | Felix Müller 1    | vereinslos             | Sommer 2025     |
| Deutschland         | Johannes Pistol   | ZFC Meuselwitz         | Sommer 2025     |
| Mittelfeld          |                   |                        |                 |
| Deutschland Italien | Domenico Alberico | SGV Freiberg Fußball   | Sommer 2025     |
| Vereinigte Staaten  | Samuel Biven      | vereinslos             | Sommer 2025     |
| Deutschland         | Maurizio Grimaldi | Lupo Martini Wolfsburg | Sommer 2025     |
| Deutschland         | Tobias Stockinger | BFC Dynamo             | Sommer 2025     |
| Angriff             |                   |                        |                 |
| Deutschland         | Jonas Marx        | FC Eilenburg           | Sommer 2025     |

| Abgänge     | Abgänge         | Abgänge             | Abgänge         |
| Nat.        | Name            | aufnehmender Verein | Transferperiode |
| Tor         | Tor             | Tor                 | Tor             |
| ----------- | --------------- | ------------------- | --------------- |
| Deutschland | Clemens Boldt   | FSV Zwickau         | Sommer 2025     |
| Abwehr      |                 |                     |                 |
| Deutschland | Felix Müller 1  | vereinslos          | Sommer 2025     |
| Deutschland | Manuel Reutter  | SV Rödinghausen     | Sommer 2025     |
| Deutschland | Ole Schiebold   | FSV 63 Luckenwalde  | Sommer 2025     |
| Deutschland | Robert Zickert  | Karriereende        | Sommer 2025     |
| Mittelfeld  |                 |                     |                 |
| Deutschland | Dardan Karimani | VfB Lübeck          | Sommer 2025     |
| Deutschland | Nils Lihsek     | unbekannt           | Sommer 2025     |
| Deutschland | Fynn Seidel     | Chemie Leipzig      | Sommer 2025     |
| Korea Sud   | Seo Jong-min    | First Vienna FC     | Sommer 2025     |
| Angriff     |                 |                     |                 |
| Deutschland | Ephraim Eshele  | unbekannt           | Sommer 2025     |
| Deutschland | Luis Fischer    | ZFC Meuselwitz      | Sommer 2025     |
| Deutschland | Louis Malina    | VfV 06 Hildesheim   | Sommer 2025     |

### Ehemalige Spieler

#### SC / FC Karl-Marx-Stadt
siehe auch: Liste der DDR-Oberligaspieler des FC Karl-Marx-Stadt

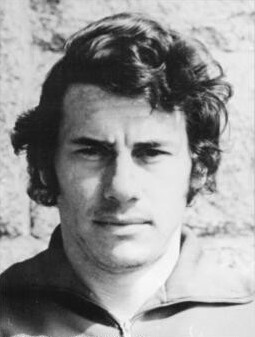
Eberhard Vogel war der FCK-Spieler mit den meisten Länderspieleinsätzen

#### DDR-Nationalspieler
Folgende Spieler trugen während ihrer Zeit beim Verein das Trikot der DDR-Nationalmannschaft:
| - Jürgen Bähringer – 1 Länderspiel - Dieter Erler – 25 Länderspiele (insgesamt: 47), DDR-Meister 1967 - Michael Glowatzky – 9 Länderspiele - Steffen Heidrich – 1 Länderspiel - Willy Holzmüller – 1 Länderspiel - Sven Köhler – 2 Länderspiele - Joachim Müller – 5 Länderspiele | - Mario Neuhäuser – 1 Länderspiel - Hans Richter – 7 Länderspiele (insgesamt: 15) - Gerd Schellenberg – 3 Länderspiele - Jens Schmidt – 1 Länderspiel - Rico Steinmann – 23 Länderspiele - Frank Uhlig – 1 Länderspiel - Eberhard Vogel – 31 Länderspiele (insgesamt: 74), DDR-Meister 1967 |

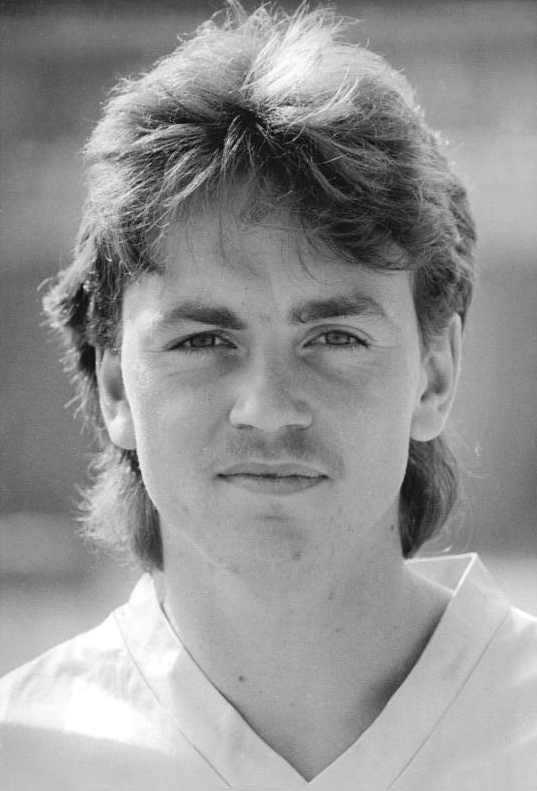
Ulf Mehlhorn, 1990

#### Weitere bedeutende Spieler
- John Bemme
- Christoph Franke
- Erwin Helmchen
- Claus Kreul – DDR-Meister 1967
- Manfred Lienemann – DDR-Meister 1967, DDR-Junioren-Auswahlspieler
- Stefan Persigehl
- Frank Sorge
- Ulf Mehlhorn – Rekordspieler des Chemnitzer FC

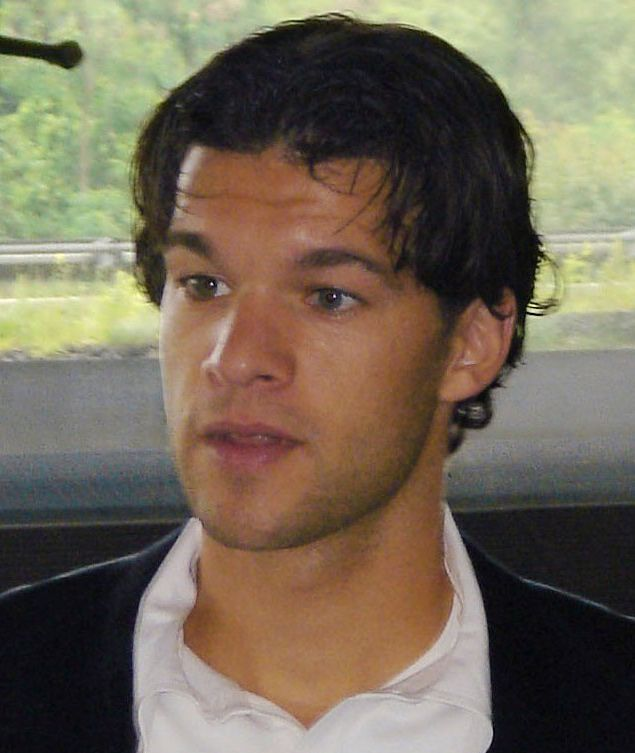
Michael Ballack war bis 1997 Spieler des CFC

- Anton Fink

#### Chemnitzer FC
| - Antonio Ananiew - Michael Ballack - Torsten Bittermann - Brian Bliss - Mario Fillinger - Daniel Frahn - Henri Fuchs - Heiko Gerber - Dennis Grote - Torsten Gütschow - Sebastian Hähnge | - Lars Hermel - Ingo Hertzsch - Olaf Holetschek - Steffen Karl - Peer Kluge - Rainer Krieg - Nebojša Krupniković - Thomas Laudeley - Hendrik Liebers - Chris Löwe - Ulf Mehlhorn | - Jens Melzig - Karsten Oswald - Andrej Panadić - Andreas Richter - Jan Seifert - Kujtim Shala - Ervin Skela - Jörg Weißflog - Lutz Wienhold - Silvio Meißner - Sixten Veit |

## Zweite Mannschaft
Als Bezirksmeister von Karl-Marx-Stadt konnte sich die 2. Mannschaft des FCK mehrmals in den Annalen des DDR-Fußballs verewigen. Zuletzt gelang der Reserveelf 1983/84 der Titel in der Karl-Marx-Städter Bezirksliga, nachdem im Anschluss an den Sieg in Staffel 2 der Erste der Staffel 1, die ASG Vorwärts Plauen, in den beiden Endspielen um die Bezirksmeisterschaft besiegt wurde. In den Aufstiegsspielen für die zweitklassige Liga konnte sich das Team jedoch nicht durchsetzen und blieb auch bis zum Rückzug der Mannschaft im Sommer 1989 stets drittklassig. Der Bezirksligaplatz wurde an die BSG Motor „Fritz Heckert“ Karl-Marx-Stadt vergeben, die diesen Platz mit ihrer II. Mannschaft einnahm. Somit hatte der zweitstärkste damalige Stadtrivale plötzlich je eine Mannschaft in der zweit- und dritthöchsten DFV-Spielklasse.
In den 1970er-Jahren war der Karl-Marx-Städter Zweitvertretung im Zuge der Erweiterung der Liga auf 60 Mannschaften in fünf Staffeln durch die Bezirksmeisterschaft 1972 der Sprung ins Unterhaus gelungen. Nach Rang 8 1972/73 musste das Team als Tabellenletzter 1973/74 (jeweils in Staffel D) wieder in die Bezirksliga absteigen. Für eine weitere Spielzeit, 1975/76 und dieses Mal in Staffel E, gehörte der FCK II zu den Teilnehmern der Liga. Im Zuge der vorläufigen Auflösung der 2. Mannschaften beziehungsweise deren Umwandlung in die Teams der Nachwuchsoberliga im Sommer 1976 stehen in der Ewigen Tabelle der DDR-Liga für die FCK-Reserve drei Spielzeiten mit 66 Partien und ein 121. Rang zu Buche.
Nach der Wiedervereinigung reüssierte die 2. Mannschaft des Chemnitzer FC zunächst im Fußball Sachsens: 1991/92 holte das Team den Titel in der Bezirksliga Chemnitz (5. Spielklasse). Im Jahr darauf gewann die Amateurelf des CFC die Landesliga Sachsen und qualifizierte sich somit für die drittklassige Amateur-Oberliga im NOFV-Bereich. Der Sprung in die 1994 wieder eingeführte Regionalliga als dritthöchster Spielklasse gelang der CFC-Reserve als 14. der Staffel Süd der NOFV-Amateur-Oberliga 1993/94 aber nicht. Für drei Spielzeiten konnte sich das Team in der viertklassige Oberliga halten, bevor 1996/97 der Abstieg in die Landesliga und bereits ein Jahr später in die Bezirksliga Chemnitz quittiert werden musste.
Die zweite Mannschaft, vor allem mit Spielern bis 23 Jahren im Kader, wurde zur Saison 2015/16 durch den Chemnitzer FC vom Spielbetrieb abgemeldet. Sie spielte in ihrer letzten Saison in der fünfklassige Oberliga.

## Frauenfußball
Die Wurzeln der Frauenfußballabteilung des Chemnitzer FC liegen bei der BSG Wismut Karl-Marx-Stadt. Die Mannschaft gewann 1980 die „Bestenermittlung“, die inoffizielle Meisterschaft der DDR. In den Jahren 1983, 1985, 1987 und 1990 wurde man Vizemeister und 1988 gewann man den „Pokal des demokratischen Frauenbundes“. Als Fünfter der Oberligasaison 1990/91 verpasste man den Sprung in die Bundesliga. Nach der Saison wurde die Sektion vom Chemnitzer FC übernommen und stieg gleich in der ersten Saison aus der Oberliga Nordost ab. In den folgenden Jahren wurde die Frauenmannschaft des CFC zur Fahrstuhlmannschaft und stieg insgesamt viermal in die Regionalliga auf und ebenso oft wieder ab. Lediglich zwischen 2004 und 2007 konnte sich die Mannschaft in der Regionalliga Nordost über einen längeren Zeitraum halten.
In der Saison 2010/11 spielte die Mannschaft in der Landesliga Sachsen, die man auf dem ersten Rang abschloss, und stieg nach den folgenden Relegationsspielen gegen den SC 1903 Weimar zum insgesamt sechsten Mal in der Vereinsgeschichte in die Regionalliga Nordost auf. 2011/12 konnte man nach einem Trainerwechsel in der Winterpause, Markus Seiler wurde neuer Cheftrainer, und einer starken Rückrunde noch den Klassenerhalt erzielen. Die Saison 2012/13 wurde auf dem zwölften und damit letzten Platz in der NOFV Regionalliga abgeschlossen. Erst am letzten Spieltag wurde der Abstieg mit einer 1:2-Niederlage beim BSC Marzahn besiegelt.
Im Juli 2011 wurden die CFC-Damen Deutscher Meister im Beachsoccer. Im Sommer 2012 verlor man das Finale und wurde Vizemeister.
Erfolgreichste und bekannteste Fußballerin, die in Diensten der „Himmelblauen“ stand, ist die Nationalspielerin und Weltmeisterin Anja Mittag.